# Studenten Overleg Orgaan Zwolle
Het Studenten Overleg Orgaan Zwolle  (SOOZ) is een studentenorganisatie die opkomt voor de belangen van studenten die wonen en/of studeren in Zwolle. Leden van SOOZ zijn studentenverenigingen, Culturele studentenorganisaties, Studenten-/Medezeggenschapsraden en individuele studenten. SOOZ is een van de lidbonden van de Landelijke Studentenvakbond (LSVb).
Het SOOZ huisvest haar kantoor en studentenbalie in Hogeschool Windesheim.
Studentenvakbond AKKU · ASVA studentenunie · Groninger Studentenbond · Haagse Studentenvakbond · Leidse Studentenbelangenorganisatie · Studentenvakbond SRVU · Vereniging voor Studie- en Studentenbelangen te Delft · VIDIUS studentenunie · Studenten Overleg Orgaan Zwolle